# ONO (entreprise)
Pour les articles homonymes, voir Ono.
ONO était une entreprise de télécommunications, filiale de Vodafone, présente en Espagne depuis 1998. Ono proposait des services intégrés de téléphonie, de télévision et d'accès à Internet via son réseau de fibre optique.
Petit à petit, Ono a absorbé d'autres sociétés de communication, comme l'acquisition d'Auna, son principal concurrent sur le marché espagnol, en novembre 2005. Cette opération a permis à Ono de devenir la plus grande entreprise de télécommunications pour les réseaux de fibre optique en Espagne. Dans le même temps, Ono a offert un service de téléphonie mobile, grâce à l'autorisation obtenue de l'OMV et à un accord d'exploitation avec Telefónica.

## Histoire
Ono est née en 1998. Avant de commencer ses activités, Ono a fait plusieurs tentatives d’obtention d’une licence après l’entrée en vigueur de la Loi Générale de Télécommunications pour la Fibre Optique. Entre 1996 et 1998, ONO obtint les licences nécessaires pour développer ses services de télévision et télécommunications par fibre optique dans les régions de Comunidad Valenciana, Región de Murcia, Cádiz, Huelva, Cantabria, Mallorca et Albacete. Tout en développant son réseau dans les régions pour lesquelles elle possédait des licences, Ono a obtenu des licences pour la région de Castilla-La Mancha et commencé son expansion avec l’acquisition d’autres compagnies de fibre optique dans d’autres régions.
En mai 2004, Ono acquiert Retecal, l’entreprise de fibre optique de Castilla y León. Profitant des difficultés financières et d'un réseau en mauvais état, Ono achète la société 30 millions d’euros. Les problèmes de réseau n'ont pas encore été tous résolus (surtout en Astorga, Béjar, Ciudad Rodrigo et Medina del Campo).
En août 2005, l’entreprise arrive à un accord avec Grupo Auna afin d'acheter sa filière télécommunications pour 2 200 millions d’euros. En novembre 2005 l’opération est achevée et Ono commence l’intégration des deux compagnies. En obtenant ainsi les licences des régions où Ono n’était pas présente, l'opération a donné lieu à la création du plus grand opérateur de télécommunications en Espagne, alternative au monopole de Telefónica. Avec l’acquisition de Auna, des entreprises à capital de risque sont entrées dans la compagnie (JP Morgan Partners, Providence Equity, Thomas H. Lee Company, GE Capital Services Structures Finance Group, Inc., Quadrangle Group).
À la fin 2005, ONO commence les émissions de ses chaînes TNT.
En 2006, 1000 employés ont dû être licenciés.
En décembre 2006, ONO signe un accord avec Telefónica pour offrir des services de téléphonie mobile avec une licence de l'OMV.
En novembre 2007, son service de mobile « ONO io » est présenté.
ONO annonce la mise en route d’un service à 100 mégabits par seconde grâce à la technologie Docsis 3.0. La compagnie a déjà investi plus de 8 millions d’euros en infrastructures et a commencé des essais à Valladolid.
En septembre 2008, la compagnie annonce la mise en route des services à 50 et 100 mégabits par seconde dans la région de Madrid, grâce à son réseau de fibre optique de dernière génération.
En mars 2014, Vodafone acquiert ONO pour environ 7,2 milliards d'euros.

## Ses clients
Selon son site internet, à la fin du troisième trimestre 2008, ONO avait 1 870 000 clients et son réseau parvenait à plus de 6 952 000 foyers.
Le nombre d'usagers des services offerts via une connexion par fibre optique est distribué de la façon suivante (au 30 septembre, 2008) :
- Téléphone : 1 623 000
- Internet : 1 272 000
- Télévision : 1 057 000

ONO utilise son propre réseau de fibres optiques et de câbles, mais l’entreprise donne aux usagers la possibilité de profiter également de ses services de téléphonie et d'Internet à travers une connexion ADSL.

## Publicité
ONO a signé un contrat avec le RCD Mallorca pour appeler son stade « ONO Estadi », en plus d’autres accords avec le Málaga FC, où l’on a créé la « Peña Malaguista ONO ». L’ex-joueur du Málaga FC, Sandro, a même travaillé pour une des campagnes publicitaires de l’entreprise.

## Structure de l'actionnariat
Principaux actionnaires de ONO :
- Multitel (20 %)
- CCMP Capital Advisors (15,2 %)
- Providence Equity (15,2 %)
- Thomas H. Lee Company (15,2 %)
- Quadrangle Group (9,1 %)
- Grupo Santander (4,5 %)
- GE Structure Finance (8,9 %)
- Caisse de Dépôt et Placement du Québec (6,7 %)
- Sodinteleco (4,5 %)

## Services ONO
ONO offre des services de téléphonie, télévision et Internet à des prix plus ajustés par packs que s’ils sont engagés de façon individuelle. Récemment, l’offre « ONO io » s’est ajoutée : convergence téléphone fixe-mobile qui utilises des téléphones mobiles intelligents qui fonctionnent en tant que fixe à la maison et en tant que mobile à l’extérieur.
En plus des services pour la maison. ONO propose des services pour les entreprises avec des packs de solutions pour les affaires, comme la ligne de « Oficinas ONO » (Bureaux ONO) et les solutions « NetVoz », qui englobent les communications par voix, fibre optique et des services gérés, tandis que les solutions pour les grandes entreprises se développent grâce à des projets personnalisés.

## Services Internet
Actuellement, les clients ONO peuvent avoir une connexion Internet à leur mesure avec les vitesses suivantes, toutes avec les p2p bloqués :
- 6 Mb/s/300 kb/s
- 12 Mb/s/500 kb/s
- 25 Mb/s/1 Mb/s
- 50 Mb/s/3Mb/s
- 100 Mb/s/5Mb/s

Toutes sont disponibles dans le territoire à l’exception des îles Canaries, Astorga, Béjar, Ciudad Rodrigo et Medina del Campo. Les vitesses 50 Mb/s et 100 Mb/s sont disponibles seulement dans la région de Madrid.
ONO offre aussi le service « ONO Banda Ancha Esencial », prévu pour ceux qui ont besoin d’une connexion Internet basique. L’engagement se fait à travers des packs combinés et la vitesse de navigation sur Internet varie de 2 à 3 Mb/s, selon le type de pack.
Depuis le 15 octobre 2008, ONO propose les vitesses 50 et 100 Mb/s dans la Région de Madrid. Elles sont disponibles pour plus de 700 000 foyers dans 10 villes de la région : Madrid, Alcobendas, Alcalá de Henares, Fuenlabrada, Alcorcón, Móstoles, Torrejón de Ardoz, Pinto, Tres Cantos y San Sebastián de los Reyes.
Le prix d’un pack téléphone, tout inclus et Internet à 50 Mb/s est de 60 euros par mois.
Pour obtenir cette vitesse de navigation, ONO utilise la technologie Docsis 3.0, qui sert à améliorer la capacité de son réseau de fibre optique de dernière génération. Cette technologie est disponible dans certains pays asiatiques et dans quelques États des EE.UU.; en Europe, elle est offerte par certaines compagnies du Royaume-Uni, en France, aux Pays-Bas et en Autriche.
Le réseau à haute vitesse de ONO est le plus à l’avance en Espagne, avec plus de 6,9 millions de foyers connectés, ce qui fait environ la moitié des foyers du pays.

## Service télévision
Grâce à la technologie du câble coaxial, on a la possibilité d’en profiter de façon simultanée de différents contenus sur les appareils télé de la maison avec la location d’un décodeur numérique pour chaque appareil télé que l'on désire ajouter.
Ce sont les trois packs offerts par ONO :
- TV Esencial
- TV Extra
- TV Total

ONO offre, en plus, un service de télé à la carte et de vidéo sur demande (VoD). Les possibilités de ce service sont multiples : arrêter l’émission, la reprendre à n’importe quel moment, avancer ou reculer pour regarder les émissions, etc. On peut stocker avec ce système plus de 10 000 programmes télé de différents genres (cinéma, sports, concerts…)
ONO est en tête des audiences dans le secteur des chaînes télévision payantes. En décembre 2008, ONO obtint un « share » du 6,14 %, selon les données de TNS Sofres, compagnie de référence pour la mesure des audiences et consommation télé en Espagne.

## Téléphonie fixe
Le service «Teléfono Todo Incluido» est fourni par l'entreprise. Ce service inclus tous les extras habituels et appels gratuites vers tous les fixes nationaux (limitées à 60 minutes par appel et 1000 minutes par mois). La taxe de ligne est offerte.

## Téléphonie mobile
Le marché de la téléphonie mobile est accessible à d’autres compagnies depuis février 2006 grâce à ceux qu’on appelle « opérateurs virtuels ». ONO fit sa demande à la CMT pour offrir ce service et grâce à un accord avec Telefónica pour la location de son réseau. Aujourd’hui ONO est le quatrième opérateur quadruple play en Espagne après Telefónica, Orange et Euskaltel : les services téléphonie fixe, mobile, Internet et télévision sont offerts par la compagnie.
ONO fait usage de cette licence pour pouvoir offrir son service « ONO io », qui intègre téléphone fixe et mobile dans un seul appareil.

Ancien logo.